# Jílové u Prahy

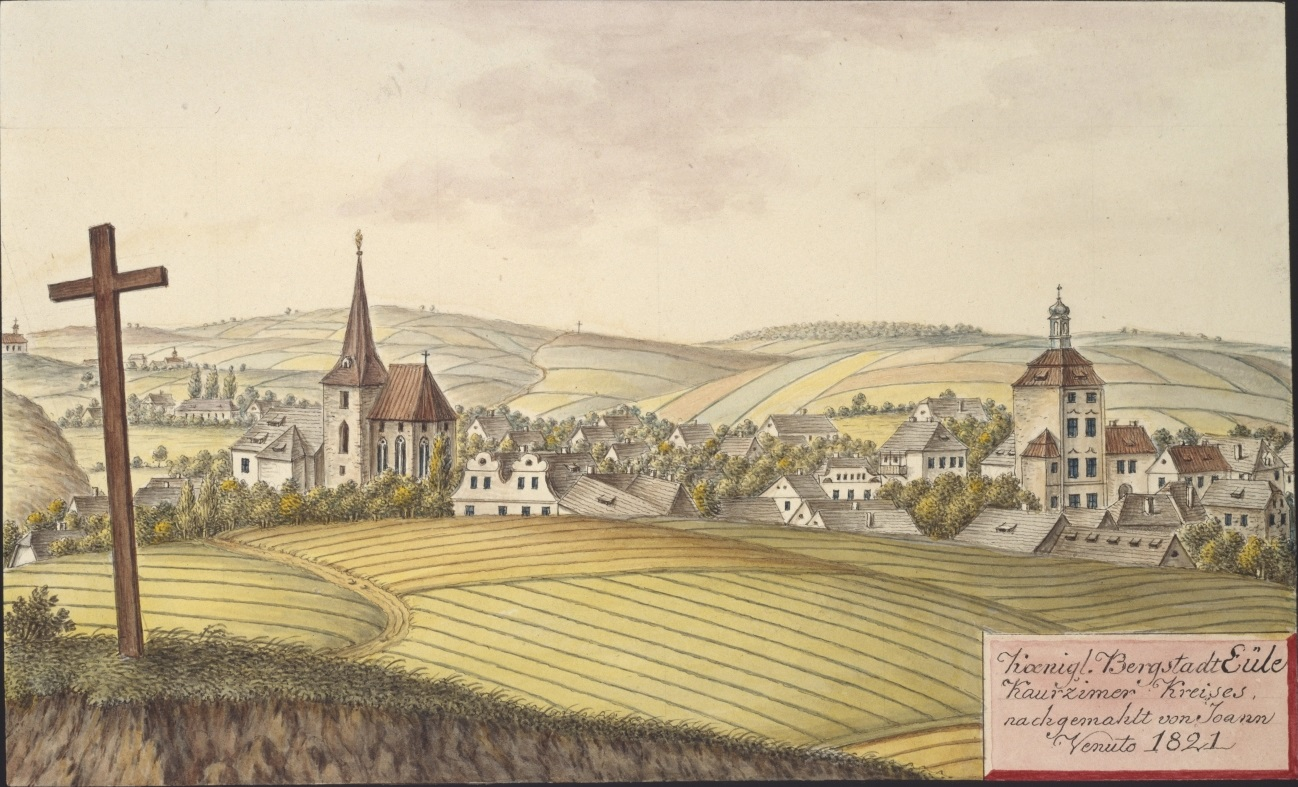
Ansicht der kgl. Bergstadt Eule, gemalt von Johann Venuto (1821)

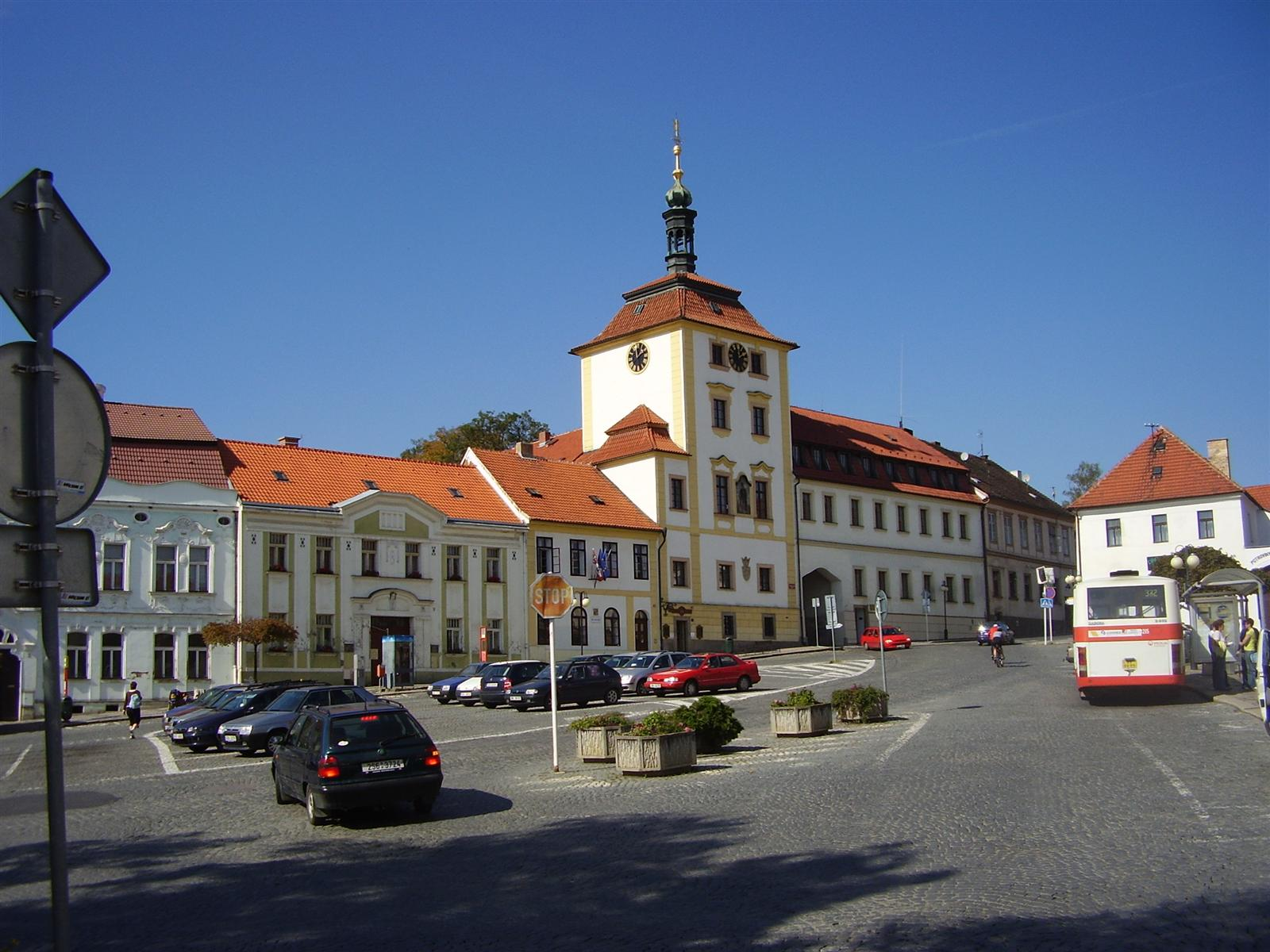
Markt mit Rathaus

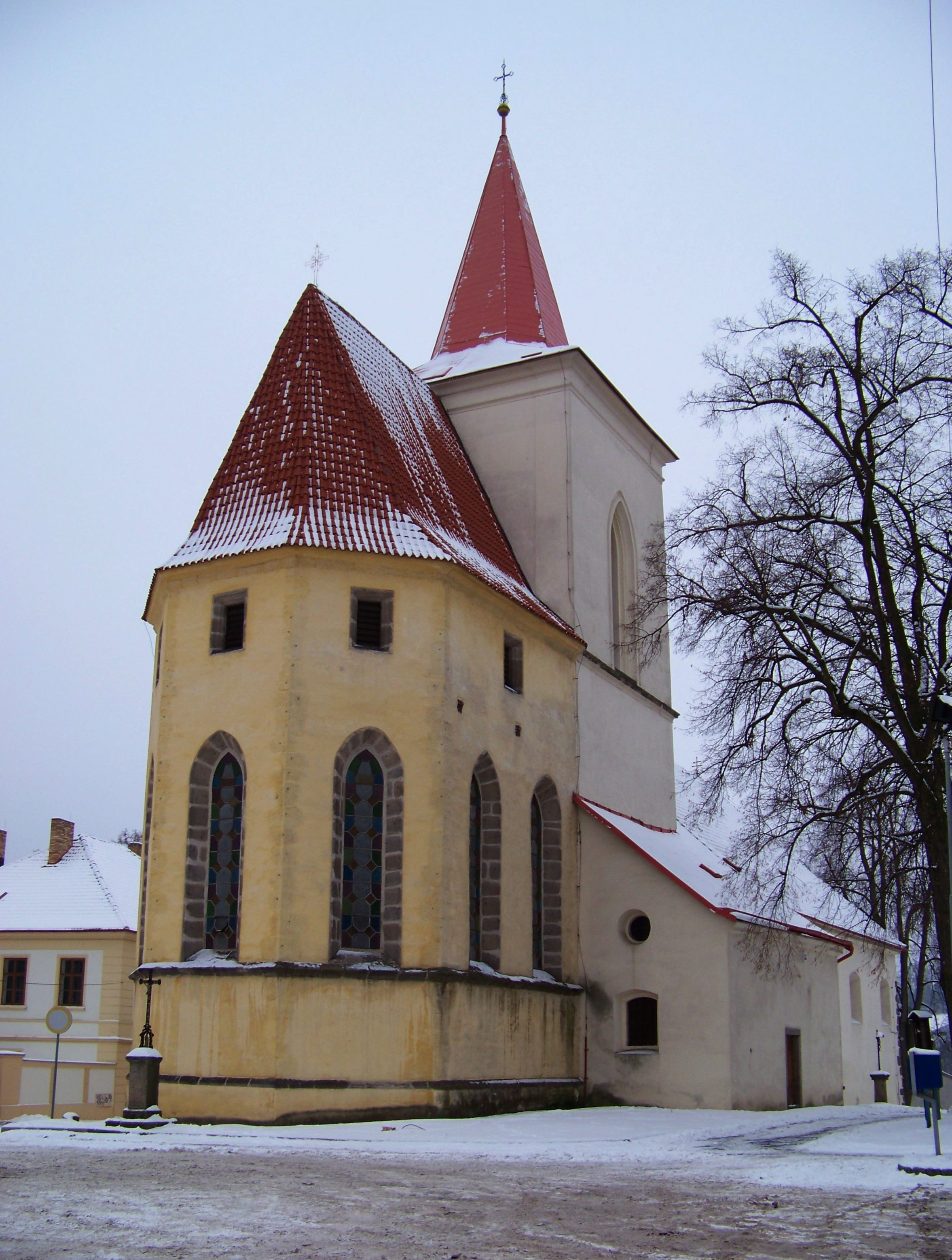
Kirche St. Adalbert

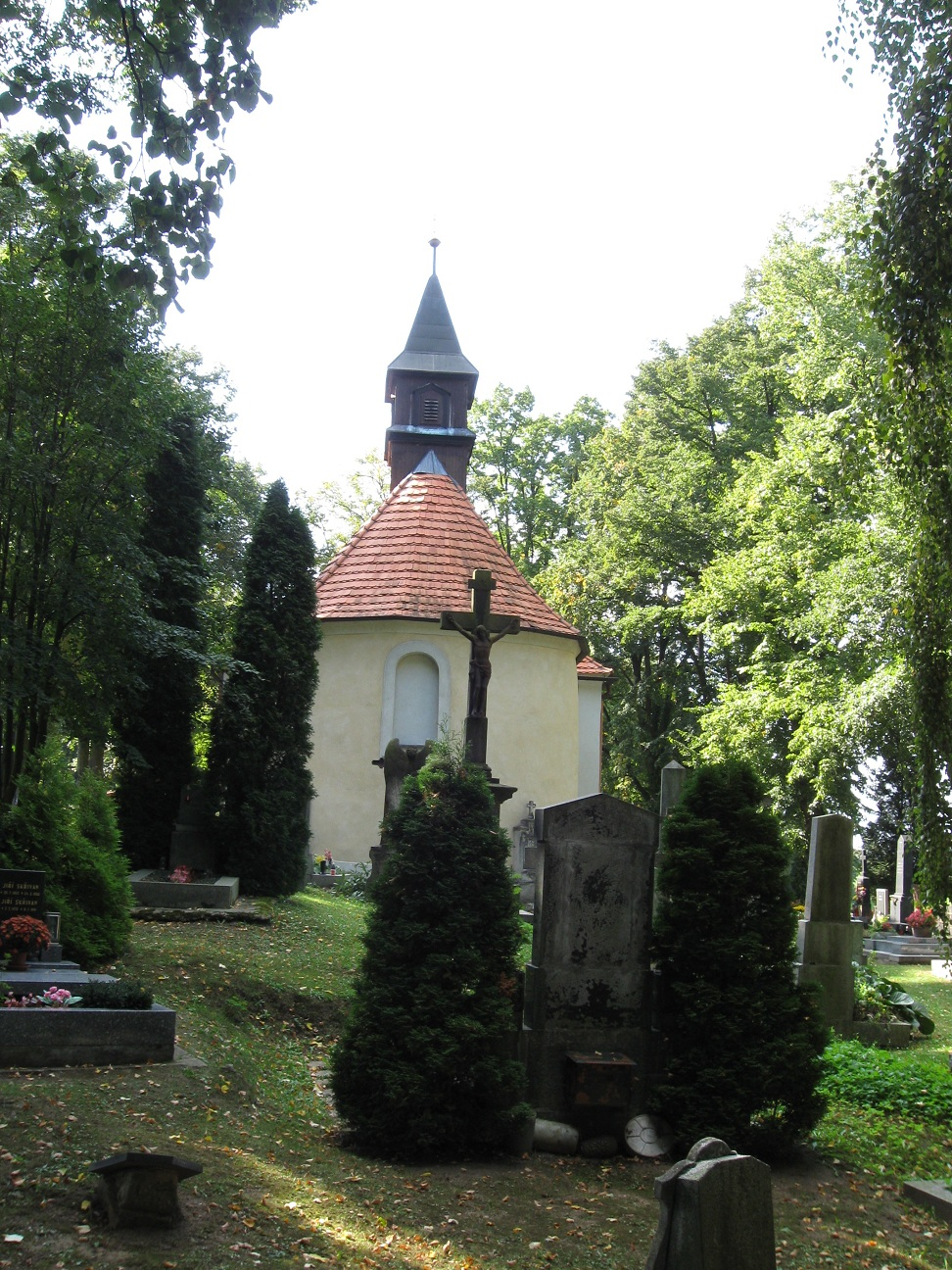
Begräbniskirche Corpus Christi

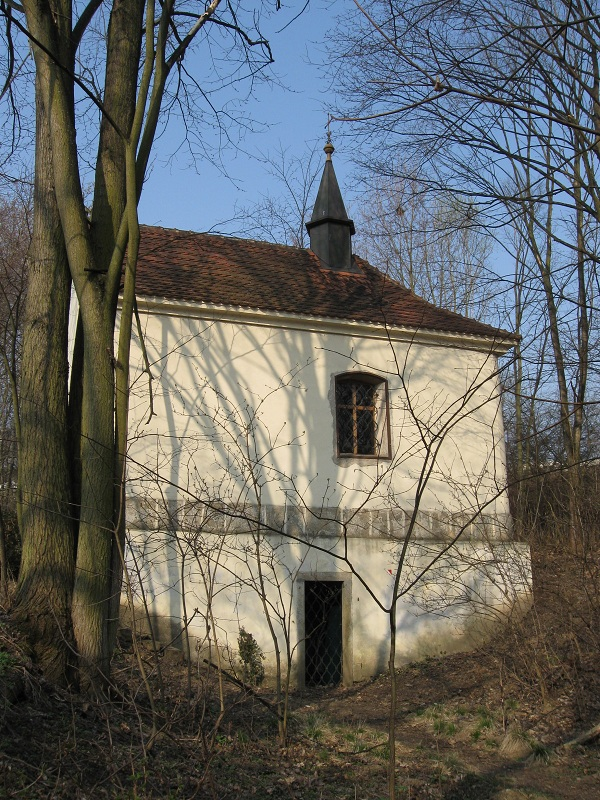
St. Wenzelskapelle

Jílové u Prahy, bis 1950 Jílové, (deutsch Eule) ist eine Stadt im Okres Praha-západ, Tschechien. Die alte Bergstadt liegt ca. 20 Kilometer südlich des Prager Stadtzentrums.

## Geographie
Jílové befindet sich im Euler Bergland (Jilovská vrchovina) im sanften Tal des Baches Svatováclavský potok (St. Wenzelsbach); im Westen, Norden und Osten wird die Stadt vom Naturpark Střed Čech umgeben. Durch die Stadt führt die Staatsstraße II/105 von Jesenice nach Neveklov, von der im Stadtzentrum die Straße II/104 nach Davle abzweigt. Östlich und südlich der Stadt fließt der Jílovský potok (Euler Bach) durch einen tief eingeschnittenen Grund, durch den die Bahnstrecke Čerčany–Vrané nad Vltavou verläuft; der Bahnhof Jílové u Prahy liegt unterhalb der Stadt im Ortsteil Kabáty. Nördlich erheben sich der Lípový vrch (458 m n.m.) und der Holý vrch (439 m n.m.), östlich die Drnka (436 m n.m.) und weiter die Grybla (514 m), im Südosten die Boží skála (413 m n.m.), südwestlich der Pepř (448 m n.m.) sowie westlich der U Obrázku (446 m n.m.).
Nachbarorte sind Radlík im Norden, Chotouňský Dvůr und Chvátalka im Nordosten, Chotouň, Pohoří, Nová Grybla und Pohorka im Osten, Krhanice im Südosten, Kabáty (samt der Ortschaft Na Hrádku) im Süden, Studené im Südwesten, Petrov, Obora und Svatováclavské Lázně im Westen sowie Kamenná Vrata im Nordwesten.

## Geschichte
Eule war eine der bedeutendsten mittelalterlichen Bergstädte Böhmens und das Zentrum des Goldbergbaus im Lande, dessen weitere Schwerpunkte bei Reichenstein in Schlesien und Pomuk lagen.
In der Gegend um Eule lässt sich schon eine frühzeitliche Besiedlung nachweisen, auch der Bergbau soll schon zu keltischer Zeit betrieben worden sein. Schon im Jahre 1045 findet sich der Name eines Ortes Ylou. Ein weiterer Hinweis findet sich u. a. im Bürgerbuch der Prager Altstadt, in dem 1310 das Bürgerrecht für Konrad Stadler aus Gylowy bestätigt wurde. Erstmals urkundlich erwähnt wurde Eule im Jahre 1331 in einer Urkunde des Oldřich Zajíc von Valdek.
Karl IV. erhob Eule 1350 zur königlichen Stadt und sie erhielt u. a. das Münzrecht. Die königlichen Ausbeuten der Goldbergwerke waren so groß, dass daraus die Gründung und Finanzierung der Universität Prag bestritten werden konnte. Im 14. Jahrhundert erwarb der Prager Bürger Jan Rotlev (Johann Rothlöw) u. a. Goldbergwerke in Eule. Der königliche böhmische Münzmeister investierte zunächst erfolglos sein Vermögen in die Bergwerke; als er durch den Fund einer großen Goldader innerhalb von sechs Monaten eine halbe Tonne Gold gewann, wurde Rothlöw zum erfolgreichsten Bergbauunternehmer in der Stadtgeschichte.
Die Blütezeit der Stadt dauerte nicht lange. Während der Hussitenkriege wurden die Tagesanlagen der Bergwerke sowie das Minoritenkloster zerstört, die Gruben ersoffen. Vladislav II. förderte die darniederliegende Stadt. Neben der Bestätigung der alten Privilegien erweiterte er das Wappen der Stadt um die böhmische Königskrone und ein W für seinen Namen.
Der Ruf der Goldenen Bergstadt zog auch den Alchimisten Edward Kelley nach Eule. Im Jahre 1590 erwarb dieser die Münze und weitere Häuser in der Stadt sowie im Umland die Feste Včelní Hrádek und die Güter Libeř und Libeň.
Durch den Dreißigjährigen Krieg wurde Eule wieder zurückgeworfen. Nach der Schlacht am Weißen Berg verließen viele Protestanten die Stadt wegen der einsetzenden Rekatholisierung. 1626 wurde in Eule durch die Brüder Stephan und Georg Benik wieder ein Kloster der Minoriten errichtet. In den Kriegsjahren wurden große Teile der Stadt niedergebrannt und verwüstet. Seit der Mitte des 17. Jahrhunderts wurde der Goldbergbau wieder aufgenommen, er erreichte jedoch nicht mehr seine frühere Bedeutung. An der lange bekannten eisen- und schwefelhaltigen Heilquelle westlich der Stadt wurde 1749 das St. Wenzelsbad eröffnet. Die städtischen Meierhöfe Hradek, Radlik und Neuburg wurden im 18. Jahrhundert emphyteutisch verkauft. Kaiser Joseph II. hob 1785 das Minoritenkloster und die Minoritenkirche Maria vom Loretto auf; die Grundstücke wurden zum Abbruch freigegeben und an ihrer Stelle fünf Bürgerhäuser errichtet.
Im Jahre 1843 lebten auf der Grundherrschaft der zum Kauřimer Kreis gehörigen Königlichen Gold-Bergstadt Eule mit ihren Dörfern 1966 größtenteils tschechischsprachige Personen. Haupterwerbsquellen bildeten die Landwirtschaft, Gewerbe sowie in geringem Umfang Handel und Bergbau und die Flachs- und Wollspinnerei. Die landwirtschaftliche Nutzfläche umfasste 1672 Joch 1308 Quadratklafter. Die Jagd in den städtischen Wäldern war an die bischöfliche Herrschaft Unter-Břežan verpachtet. Unter der Leitung des Berggeschworenen Spoth betrieb das k.k. Aerarium noch Versuchsbaue auf Gold. Zur Grundherrschaft gehören neben der Stadt Eule die Dörfer Kabaty, Kalter Grund, Pochmühle und Radlik.
Die Stadt Eule selbst bestand zu dieser Zeit aus 185 Häusern, in denen 1462 Menschen lebten. In Eule wurden fünf Jahrmärkte und zwei Wochenmärkte abgehalten. Unter dem Patronat des Magistrats standen die Pfarrkirche St. Adalbert, die Pfarrei und die Schule. Außerdem gab es in der Stadt ein Rathaus und ein städtisches Brauhaus. Außerhalb lagen die Fronleichnamskirche und die St. Wenzelskapelle am Badehaus. Nach Eule eingepfarrt waren die Dörfer Kabaty, Kalter Grund, Pochmühle, Radlik, Luk, Podlauč, Boholib, Petrow, Kamený, Wrata, Obora, Borek, Augezdetz (Kamenný Újezdec) und Přiwoz. Traditionell war Eule auch Sitz einer dem Bergoberamt in Příbram unterstellten Berggerichtssubstitution, die jedoch wegen des nur noch auf Versuchsbaue reduzierten Bergbaus kaum noch tätig werden musste.
Im Zuge der Ablösung der Patrimonialherrschaften in Böhmen wurde Eule 1849 Sitz eines Bezirksgerichts. Zur Stadt gehörten die Ortsteile Kabáty, Luka, Podloučí, Radlík, Studené, Svatováclavské Lázně und Žampach. 1850 wurde aus 48 Katastralgemeinden der neue politische Bezirk Eule gebildet. Ab 1869 gehörte die Stadt zum Bezirk Karolinenthal und ab 1878 zum Bezirk Königliche Weinberge.  1891 überließ der Bürger Leopold Čihák der Stadt seine Privatsammlung unter der Bedingung der Errichtung eines Stadtmuseums. Zum Ende des 19. Jahrhunderts begann der Eisenbahnbau in den Tälern der Moldau und Sasau. Nachdem 1897 die Teilstrecke von Tschertschan nach Krehanitz in Betrieb gegangen war, folgte schließlich im Jahre 1900 die Fertigstellung der gesamten Eisenbahnstrecke nach Prag. In Vorbereitung der Eingemeindung der Stadt Královské Vinohrady/Königliche Weinberge nach Prag wurde 1921 in Jílové/Eule eine Expositur der Bezirkshauptmannschaft Königliche Weinberge eingerichtet. 1925 erhielt der Bezirk, der 42 Gemeinden umfasste, den neuen Namen Okres Jílové/Bezirk Eule.
Zum 1. Juni 1942 verlor Jílové/Eule ihren Status als Bezirksstadt; die Bezirke Eule und Ritschan wurden zum neuen Bezirk Prag-Land-Süd/Okres Praha-venkov-jih mit Sitz in Prag vereinigt. Nach dem Ende des Zweiten Weltkrieges wurde der Okres Jílové am 27. November 1945 wiedererrichtet.
Im Zuge der Gebietsreform von 1949 wurde der Okres Jílové erneut aufgehoben, die Stadt wurde dabei dem Okres Praha-východ zugeordnet. 1950 erfolgte eine Gemeindeteilung, bei der die Gemeinde Luka pod Medníkem mit den Ortsteilen Podloučí und Dolní Studené entstand. Die Restgemeinde, bei der die Ortsteile  Kabáty, Radlík, Horní Studené und Žampach verblieben, erhielt dabei den neuen Namen Jílové u Prahy. Seit 1960 gehört Jílové u Prahy zum Okres Praha-západ. 1961 erfolgte die Eingemeindung von Borek. Im Jahre 1980 wurde Luka pod Medníkem wieder eingemeindet.
1992 wurde Jílové u Prahy zur städtischen Denkmalszone erklärt.

## Ortsgliederung
Die Gemeinde besteht aus den Ortsteilen Borek, Jílové u Prahy (Eule), Kabáty (Kabat), Luka pod Medníkem (Luk), Radlík (Radlik), Studené (Kaltengrund) und Žampach (Pochmühle, älter auch Schambach). Grundsiedlungseinheiten sind Borek, Dolní Studené (Niederkaltengrund), Horní Studené (Oberkaltengrund), Jílové u Prahy, Kabáty, Luka pod Medníkem, Radlík, Svatováclavské Lázně (St. Wenzelsbad), U Bohulib (Boholib II) und Žampach. Zu Jílové u Prahy gehören außerdem die Wohnplätze Kamenná Vrata, Podloučí und Na Hrádku.
Das Gemeindegebiet gliedert sich in die Katastralbezirke Borek nad Sázavou, Jílové u Prahy und Luka pod Medníkem.

## Sehenswürdigkeiten

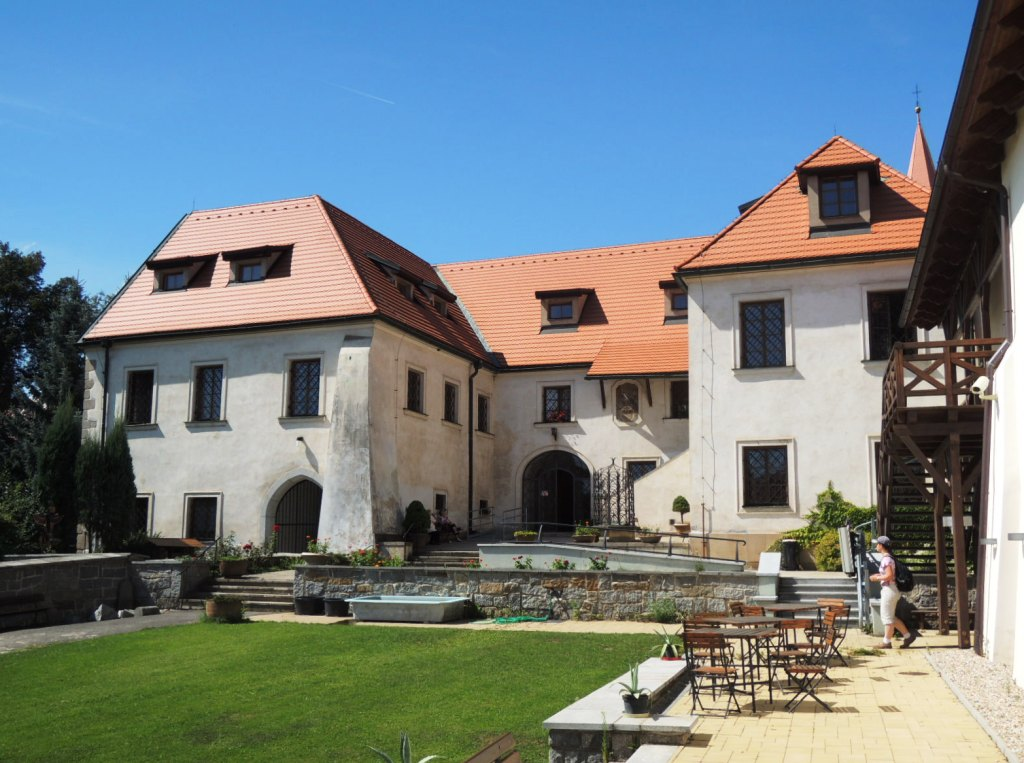
Münze

- Rathaus, erbaut 1714 unter dem Pfarrer Schönpflug von Gemsenberg
- Die Kirche des Hl. Adalbert besitzt im Innern einen gotischen Tafelaltar. Sie diente Miloš Forman als Drehort für Szenen in Amadeus
- Die Münze beherbergt heute das Heimatmuseum, in dem neben der Montangeschichte auch der Tramperbewegung eine Dauerausstellung gewidmet ist.
- Žampašský viadukt, eine der höchsten Steinbogenbrücken Mitteleuropas
- Kapelle des hl. Wenzel am St. Wenzelsbrunnen
- Begräbniskirche Corpus Christi
- Burgruine Včelní Hrádek

## Partnerstädte
- Holzgerlingen, Deutschland, seit 1996
- Peschici, Italien, seit 2001

## Söhne und Töchter der Stadt
- Wincenty Ferdynand Lessel (ca. 1750–1825),  polnischer Komponist
- František Chvalkovský (1885–1945), tschechischer Diplomat und Politiker